# Myki
Myki (Grieks: Μύκη) is sedert 2011 een fusiegemeente (dimos) in de Griekse bestuurlijke regio (periferia) Oost-Macedonië en Thracië.
De vier deelgemeenten (dimotiki enotita) van de fusiegemeente zijn:
- Kotyli (Κοτύλη)
- Myki (Μύκη)
- Satres (Σάτρες)
- Thermes (Θέρμες)